# 長翅鸚嘴魚
長翅鸚嘴魚，為輻鰭魚綱鱸形目隆頭魚亞目鸚哥魚科的其中一種，分布於南太平洋區，從澳洲大堡礁至皮特凱恩群島海域，棲息深度10-55公尺，體長可達40公分，棲息在藻礁。